# 新居郡
- 令制国一覧 > 南海道 > 伊予国 > 新居郡
- 日本 > 四国地方 > 愛媛県 > 新居郡

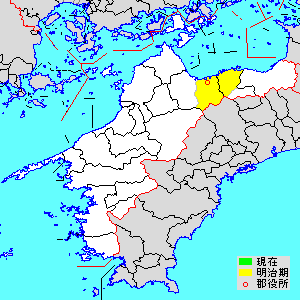
愛媛県新居郡の位置

新居郡（にいぐん）は、愛媛県（伊予国）にあった郡。旧・神野郡（かんのぐん、かみのぐん）。
現在の愛媛県 新居浜市、西条市の大半の区域にあたる。

## 郡域
1878年（明治11年）に行政区画として発足した当時の郡域は、下記の区域にあたる。
- 新居浜市（旧別子山村域を除く）
- 西条市（氷見各町、大保木各町、中奥各町、西之川各町以東）

## 古代から平安時代
西日本最高峰である石鎚山の麓であり、古代から人々が居住していたとされ、第12代景行天皇の皇子である武国凝別命が平定の為、四国伊予の東部地方（のちの神野郡、新居郡、現在の新居浜市・西条市ほか）に派遣され、拠点を置いたと伝わる。成務天皇7年に皇祖神である天照大神と国土開発の祖神である武国凝別命を祀り伊曽乃神社が創建されたという（武国凝別命の子孫は一帯に広がり、「別」の子孫が治めた事から「別子」（べっし）の地名が生まれたとの伝承も残っている）。
この地域は伊曽乃神社などにより、古くから神が祀られていた為、「神之地（神野）」と呼ばれていたとされている。
大宝元年（701年）の大宝律令制定前は神野評（かみのこおり）と記されており、律令制定による地方の行政区画国郡里制によって神野郡となった（天平10年（738年）の法隆寺資財帳には「伊豫国神野郡在一所天平十年納賜」との記述が残されている）。
霊亀3年（717年）には国郡郷里制により神野郡に六の郷（丹上郷、丹比井郷、島山郷、賀茂郷、神戸郷、橘郷）が置かれた。
延暦11年（791年）、六国史の『続日本紀』によると嵯峨天皇の諱が乳母（メノト）の出身地である神野郡から賀美能（神野）親王と名付けられ、同じく功績を認められた乳母にも賀美能宿禰の称号が贈られた。 これにより神野郡は嵯峨天皇の諱に触れるため朝廷にて改名が生され、大同4年に新居郡（現在の新居浜市・西条市）が誕生した。

### 式内社
『延喜式』神名帳に記される郡内の式内社。
| 神名帳                     | 神名帳     | 神名帳 | 神名帳 | 比定社     | 比定社             | 比定社 | 集成 |
| 社名                       | 読み       | 格     | 付記   | 社名       | 所在地             | 備考   | 集成 |
| -------------------------- | ---------- | ------ | ------ | ---------- | ------------------ | ------ | ---- |
| 新居郡 2座（大1座・小1座） |            |        |        |            |                    |        |      |
| 伊曽乃神社                 | イソノ     | 名神大 |        | 伊曽乃神社 | 愛媛県西条市中野甲 |        |      |
| 黒島神社                   | クロシマノ | 小     |        | 黒嶋神宮   | 愛媛県新居浜市黒嶋 |        |      |
| 凡例を表示                 |            |        |        |            |                    |        |      |

## 鎌倉時代以降
鎌倉時代（建長）から戦国時代にかけて新居郡は武蔵武士の流れをくむ金子氏（金子城）の城下町として繁栄した。
江戸時代の寛永13年（1636年）、伊勢神戸5万石の領主であった一柳直盛が、1万8000石の加増を受け、計6万8000石で新居郡に転封となり、西条藩が置かれて紀州徳川家と深い関わりをもちながら発展した。さらに元禄4年（1690年）に別子銅山が開坑され、住友家が経営をしながら関連事業を興すことで発展を続け、住友が日本を代表する巨大財閥となる礎となった。
それ以降、新居浜と西条の二つの町は工業分野を中心に発展した。
明治11年（1878年）の郡区町村編制法が愛媛県で施行されると、行政区画としての新居郡が発足して郡役所が西条町に設置された。
昭和31年に加茂村・大保木村が西条市に、昭和34年に角野町が新居浜市にそれぞれ編入され、新居郡は消滅した。

### 近世以降の沿革
「旧高旧領取調帳」に記載されている明治初年時点での支配は以下の通り。（52村3浦）
| 知行   | 知行       | 村数         | 村名 |
| ------ | ---------- | ------------ | --- |
| 幕府領 | 松山藩預地 | 6村          | 大永山村、西角野村、種子川山村、立川山村、東角野村、新須賀村 |
| 藩領   | 伊予西条藩 | 1町 42村 3浦 | 西条町、下島山村、船屋村、下半田村、中村、船木村、上泉川村、下泉川村、金子村、新居浜浦、庄内村、郷村、沢津村、宇高村、垣生村、松神子村、阿島村、大島浦、氷見村、禎瑞村、新田村、坂元村、楢木村、西泉村、大保木山村、兎野山村、西田村、洲之内村、安知生村、古川村、中西村、中野村、千町山村、藤野石山村、荒川山村、喜多川村、明屋敷村、樋之口村、神拝村、朔日市村、永易村、流田村、福武村、明神木村、大町村、黒島浦 |
| 藩領   | 伊予小松藩 | 4村          | 上島山村、半田村、大生院村、萩生村 |

- 慶応4年1月27日（1868年2月20日） - 戊辰戦争により松山藩預地が高知藩預地となる。
- 明治4年
  - 1月19日（1871年3月9日） - 高知藩預地が倉敷県の管轄となる。
  - 7月14日（1871年8月29日） - 廃藩置県により、藩領が西条県、小松県の管轄となる。
  - 9月14日（1871年10月27日） - 倉敷県の管轄地域が丸亀県の管轄となる。
  - 11月15日（1871年12月26日） - 第1次府県統合により、全域が松山県の管轄となる。
- 明治5年2月9日（1872年3月17日） - 石鉄県の管轄となる。
- 明治6年（1873年）2月20日 - 愛媛県の管轄となる。
- 明治初年 - 西角野村・東角野村が合併して角野村となる。（1町51村3浦）
- 明治8年（1875年） - 下半田村・上島山村・半田村が合併して飯岡村となる。（1町49村3浦）
- 明治9年（1876年）（1町48村3浦）
  - 上泉川村・下泉川村が合併して泉川村となる。
  - 永易村・流田村が合併して玉津村となる。
  - 郷村の一部（三多喜浜・北浜）が分立して多喜浜村となる。
- 明治11年（1878年）12月16日 - 郡区町村編制法の愛媛県での施行により、行政区画としての新居郡が発足。郡役所が西条町に設置。
- 明治14年（1881年）9月12日 - 郡役所が「新居周敷桑村郡役所」となり、周敷郡・桑村郡とともに管轄。

### 町村制以降の沿革

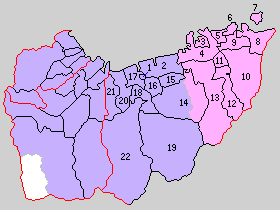
1.西条町 2.玉津村 3.新居浜村 4.金子村 5.高津村 6.垣生村 7.大島村 8.多喜浜村 9.神郷村 10.船木村 11.泉川村 12.角野村 13.中萩村 14.大生院村 15.飯岡村 16.大町村 17.神拝村 18.神戸村 19.加茂村 20.橘村 21.氷見村 22.大保木村（桃：新居浜市 紫：西条市）

- 明治22年（1889年）12月15日 - 町村制の施行により、下記の町村が発足[7]。（1町21村）
  - 西条町 ← 西条町[8]、明屋敷村（現・西条市）
  - 玉津村 ← 朔日市村、下島山村、玉津村、船屋村、新田村［大部分］（現・西条市）
  - 新居浜村（新居浜浦が単独村制。現・新居浜市）
  - 金子村 ← 金子村、庄内村、新須賀村（現・新居浜市）
  - 高津村 ← 沢津村、宇高村（現・新居浜市）
  - 垣生村（単独村制。現・新居浜市）
  - 大島村（大島浦が単独村制。現・新居浜市）
  - 多喜浜村 ← 阿島村、多喜浜村、黒島浦（現・新居浜市）
  - 神郷村 ← 松神子村、郷村（現・新居浜市）
  - 船木村 ← 船木村、種子川山村（現・新居浜市）
  - 泉川村（単独村制。現・新居浜市）
  - 角野村 ← 角野村、立川山村（現・新居浜市）
  - 中萩村 ← 中村、萩生村、大永山村（現・新居浜市）
  - 大生院村（単独村制。現・新居浜市、西条市）
  - 飯岡村（単独村制。現・西条市）
  - 大町村 ← 福武村、明神木村、大町村（現・西条市）
  - 神拝村 ← 神拝村、喜多川村、樋之口村、古川村、新田村［一部］（現・西条市）
  - 神戸村 ← 中野村、中西村、洲之内村、安知生村（現・西条市）
  - 加茂村 ← 荒川山村、千町山村、藤野石山村（現・西条市）
  - 橘村 ← 西田村、西泉村、坂元村、楢木村、禎瑞村（現・西条市）
  - 氷見村（単独村制。現・西条市）
  - 大保木村 ← 兎野山村、黒瀬山村[9]、大保木山村、中奥山村[9]、東野川山村[9]、西野川山村[9]（現・西条市）
- 明治30年（1897年）4月1日 - 郡制を施行。
- 明治41年（1908年）1月1日（3町19村）
  - 新居浜村が町制施行して新居浜町となる。
  - 氷見村が町制施行して氷見町となる。
- 大正12年（1923年）4月1日 - 郡会が廃止。郡役所は存続。
- 大正14年（1925年）2月11日 - 西条町・玉津村・大町村・神拝村が合併し、改めて西条町が発足。（3町16村）
- 大正15年（1926年）7月1日 - 郡役所が廃止。以降は地域区分名称となる。
- 昭和12年（1937年）11月3日 - 新居浜町・金子村・高津村が合併して新居浜市が発足し、郡より離脱。（2町14村）
- 昭和14年（1939年）
  - 3月10日 - 泉川村が町制施行して泉川町となる。（3町13村）
  - 10月1日 - 角野村が町制施行して角野町となる。（4町12村）
- 昭和16年（1941年）4月29日 - 西条町・飯岡村・神戸村・橘村・氷見町が合併して西条市が発足し、郡より離脱。（2町9村）
- 昭和17年（1942年）4月1日 - 中萩村が町制施行して中萩町となる。（3町8村）
- 昭和28年（1953年）5月3日 - 垣生村・大島村・多喜浜村・神郷村が新居浜市に編入。（3町4村）
- 昭和30年（1955年）3月31日 - 泉川町・中萩町・船木村・大生院村が新居浜市に編入。（1町2村）
- 昭和31年（1956年）9月28日 - 加茂村・大保木村が西条市に編入。（1町）
- 昭和34年（1959年）1月1日 - 角野町が新居浜市に編入。同日新居郡消滅。愛媛県内では1897年の郡の再編以来、初の郡消滅となった。